# MAPPA
 (јап. 株式会社MAPPA, Kabushikigaisha Mappa) јапански је анимациони студио са седиштем у Сугинамију, Токио. Основао га је 2011. године суоснивач и продуцент студија Madhouse, Масао Марујама. Студио је продуцирао многе аниме, укључујући Terror in Resonance, Yuri!!! on Ice, In This Corner of the World, Kakegurui, Banana Fish, Zombie Land Saga, Dororo (у сарадњи са Тезука Продукцијом),  Dorohedoro, The God of High School, Jujutsu Kaisen, Attack on Titan: The Final Season, Vinland Saga (другу сезону), Chainsaw Man, и Hell's Paradise: Jigokuraku. MAPPA је акроним за Maruyama Animation Produce Project Association.

## Посао

### Историја
Студио је 14. јуна 2011. године основао Масао Марујама, суоснивач и бивши продуцент Madhouse−а, у својој 70. години. Марујама је био први репрезентативни директор компаније, а првобитни циљ студија био је да продуцира филм Суна Катабучија In This Corner of the World. Због финансијских потешкоћа у Madhouse−у, Марујама и Катабучи су основали студио MAPPA у нади да ће продуцирати филм. Међутим, филм је имао доста проблема са продукцијом, и објављен је тек 5 година касније. Марујама је први пут почео да ради са Катабучијем на филму 2010. године током ере Madhouse-a, али је требало три године да започне продукцију због потешкоћа у прикупљању средстава.
У априлу 2016. године, Марујама је дао оставку као генерални директор студија и постао председник. Продуцент студијске анимације Манабу Оцука, један од оснивача и бивши радник студија 4°C, постао је извршни директор након Марујаминог званичног одласка.

### Контроверзе
Распоред, рад и култура студија били су предмет интензивног испитивања. Ветеран аниматор Хисаши Егучи критиковао је ниску плату студија. Мушијо, још један аниматор, такође је критиковао компанију због неадекватне обуке аниматора, као прекомерног рада, због чега је дао отказ. Поред лоших услова за рад, студио је критикован јер је истовремено продуцирао четири серије. Кевин Циругеда из Сакугаблога сугерише да су проблеми настали због невероватно брзог раста студија и „непромишљености“.
Циругеда је такође приметио да је од 20 серија које је MAPPA произведела од 2015. до 2020. године, компанија била само у продукцијском комитету за четири од њих, од којих су сви навели студио при дну или на самом дну списка, указујући на то да су можда били посебно уговорени за рад, чак и на својим „оригиналним” серијама.
MAPPA је негирала да је понудила „неразумну компензацију“ својим „креаторима“. Међутим, аниматор Ипеј Ичи тврди су за аниме који је продуцирала MAPPA под Нетфликсом аниматори плаћени 3800 јена по резу, уместо минималних 15.000 јена.

## Производи

### ТВ серије
| Година    | Назив                             | Режисери                          | Продуценти                                             | Порекло приче                  | Еп. | Реф.   |
| --------- | --------------------------------- | --------------------------------- | ------------------------------------------------------ | ------------------------------ | --- | ------ |
| 2012      | (копродукција са студијом )       | Шиничиро Ватанабе                 | Манабу Оцука Масао Моросава Сумио Удагава              | Манга                          | 12  | [ 11 ] |
| 2012      |                                   | Шин Итагаки                       | Масаши Танака                                          | Манга                          | 12  | [ 12 ] |
| 2013      |                                   | Шин Итагаки                       | Манабу Оцука                                           | Манга                          | 12  | [ 13 ] |
| 2013      |                                   | Шин Итагаки                       | Манабу Оцука                                           | Манга                          | 12  | [ 14 ] |
| 2013–2014 | (копродукција са студијом )       | Џун Шишидо                        | Шинтаро Хашимото Јасутеру Ивасе Масакасу Ватанабе      | Манга                          | 25  | [ 15 ] |
| 2014      |                                   | Шиничиро Ватанабе                 | Манабу Оцука                                           | Оригинално                     | 11  | [ 16 ] |
| 2014      |                                   | Кеичи Сато                        | Манабу Оцука                                           | Видео игра                     | 12  | [ 17 ] |
| 2014–2015 |                                   | Јуичиро Хајаши                    | Манабу Оцука                                           | Оригинално, део серије         | 24  | [ 18 ] |
| 2015      |                                   | Јутака Уемура                     | Манабу Оцука Фуко Нода                                 | Оригинално                     | 12  | [ 19 ] |
| 2015      | (копродукција са студијом )       | Сатоши Нушимура                   | Масао Марујама                                         | Манга                          | 26  | [ 20 ] |
| 2015–2016 |                                   | Ацуши Вакабајаши                  | Масао Марујама                                         | Оригинално, део серије         | 23  | [ 21 ] |
| 2016      |                                   | Сатоши Нишимура                   | Масао Марујама                                         | Манга                          | 13  | [ 22 ] |
| 2016      |                                   | Коносуке Уда                      | Манабу Оцука                                           | Манга                          | 24  | [ 23 ] |
| 2016      |                                   | Сајо Јамамото Џун Шишидо          | Такахиро Огава Фуко Нода                               | Оригинално                     | 12  | [ 24 ] |
| 2017      | (копродукција са студијом )       | Даисуке Јошида                    | Манабу Оцука                                           | Медија-микс пројекат           | 12  | [ 25 ] |
| 2017      |                                   | Кеичи Сато                        | Кацудо Масуда                                          | Видео игра                     | 24  | [ 26 ] |
| 2017      |                                   | Јуичиро Хајаши                    | Шота Комацу                                            | Манга                          | 12  | [ 27 ] |
| 2017      |                                   | Казухиро Фурухаши                 | Ватару Кавагое                                         | Манга                          | 24  | [ 28 ] |
| 2017      |                                   | Кеичи Сато Шухеј Јабута           | Кацухито Масуда                                        | Манга                          | 11  | [ 29 ] |
| 2017–2018 |                                   | Сунгхо Парк                       | Такахиро Огава Манабу Оцука                            | Оригинално, део серије         | 24  | [ 30 ] |
| 2018      |                                   | Хироко Уцуми                      | Манабу Оцука                                           | Манга                          | 24  | [ 31 ] |
| 2018      |                                   | Мунехиса Сакај                    | Манабу Оцука                                           | Оригинално                     | 12  | [ 32 ] |
| 2019      | (копродукција са студијом )       | Казухиро Фурухаши                 | Масато Мацунага                                        | Манга                          | 24  | [ 33 ] |
| 2019      |                                   | Јуичиро Хајаши Кијоши Мацуда      | Такахиро Огава                                         | Манга                          | 12  | [ 34 ] |
| 2019      | (копродукција са студијом )       | Кунихико Икухара Нобујуки Такеучи | Манабу Оцука Масаказу Ватанабе                         | Оригинално                     | 11  | [ 35 ] |
| 2019      |                                   | Џун Шишидо                        | Такахиро Огава                                         | Манга                          | 12  | [ 36 ] |
| 2019      |                                   | Јуи Умемото                       | Масато Мацунага                                        | Видео игра                     | 12  | [ 37 ] |
| 2020      | (копродукција са студијом )       | Кијоши Мацуда                     | Тору Кубо Масаказу Ватанабе                            | Карактер франшиза              | 11  | [ 38 ] |
| 2020      |                                   | Јуичиро Хајаши                    | Фуко Нода                                              | Манга                          | 12  | [ 39 ] |
| 2020      |                                   | Хироаки Андо                      | Такахиро Огава                                         | Оригинално                     | 12  | [ 40 ] |
| 2020      |                                   | Сунгхо Парк                       | Тору Кубо Ватару Кавагое                               | Манхва                         | 13  | [ 41 ] |
| 2020      |                                   | Манехиса Сакај                    | Фуко Нода                                              | Мобилна игрица, визуелни роман | 12  | [ 42 ] |
| 2020      |                                   | Хисатоши Шимизу                   | Фуко Нода                                              | Оригинално                     | 11  | [ 43 ] |
| 2020–2021 |                                   | Сунгхо Парк                       | Кеисуке Сешимо                                         | Манга                          | 24  | [ 44 ] |
| 2020–2023 | Attack on Titan: The Final Season | Јуичиро Хајаши Џун Шишидо         | Масато Мацунага (први део) Ватару Кавагое (делови 2-4) | Манга                          | 30  | [ 45 ] |
| 2021      |                                   | Мунехиса Сакај                    | Такахиро Огава                                         | Оригинално                     | 12  | [ 46 ] |
| 2021      |                                   | Масафуми Нишида Кијоши Мацуда     | Манабу Оцука                                           | Оригинално                     | 12  | [ 47 ] |
| 2021      |                                   | Сејмеј Кидокоро                   | Фуко Нода                                              | Манга                          | 11  | [ 48 ] |
| 2021      | (копродукција са студијом )       | Јуки Ито                          | Ватару Кавагое Јуичиро Фукуши                          | Оригинално                     | 12  | [ 49 ] |
| 2022      |                                   | Манехиса Сакај                    | Такахиро Огава                                         | Манга                          | 11  | [ 50 ] |
| 2022      |                                   | Рју Накајама Масато Наказоно      | Кеисуке Сешимо                                         | Манга                          | 12  | [ 51 ] |
| 2023      |                                   | Шухеј Јабута                      | Хироја Хасегава                                        | Манга                          | 24  | [ 52 ] |
| 2023      |                                   | Кијоши Мацуда                     | Такахиро Огава                                         | Лајт роман                     | 12  | [ 53 ] |
| 2023      |                                   | Каори Макита                      | Ватару Кавагое                                         | Манга                          | 13  | [ 54 ] |
| 2023      |                                   | Шота Гошозоно                     | Кеисуке Сешимо                                         | Манга                          | 23  | [ 55 ] |
| 2024      | ?!                                | Хироко Уцуми                      | Такахиро Огава                                         | Оригинално                     | 12  | [ 56 ] |
| 2024      |                                   | Масато Наказоно                   | Шо Танака                                              | Манга                          | 12  | [ 57 ] |
| 2024      |                                   | Коносуке Уда                      | Која Окамура                                           | Манга                          | 12  | [ 58 ] |
| 2025      |                                   | Шиничиро Ватанабе                 | Масато Мацунага                                        | Оригинално                     | 13  | [ 59 ] |
| 2025      |                                   | Мицуе Јамазаки                    | Такахиро Огава                                         | Оригинално                     | 12  | [ 60 ] |
| 2025      |                                   | Кијоши Мацуда                     | Кодаи Като                                             | Лајт роман                     | TBA | [ 61 ] |
| 2025      |                                   | Коносуке Уда                      | Која Окамура                                           | Манга                          | TBA | [ 62 ] |
| 2026      |                                   | Каори Макита                      | Ватару Кавагое                                         | Манга                          | TBA | [ 63 ] |
| TBA       |                                   | TBA                               | TBA                                                    | Манга                          | TBA | [ 64 ] |

### Аниме филмови
| Година | Назив | Режисери                   | Продуценти                  | Порекло приче          | Реф.   |
| ------ | ----- | -------------------------- | --------------------------- | ---------------------- | ------ |
| 2016   |       | Јуичиро Хајаши             | Манабу Оцука Такахиро Огава | Оригинално, део серије | [ 65 ] |
| 2016   |       | Сунао Катабучи             | Рјоичи Мацуо                | Манга                  | [ 66 ] |
| 2021   | 0     | Сунгхо Парк                | Кеисуке Сеишимо             | Манга                  | [ 67 ] |
| 2023   |       | Мари Окада Сејмеј Кидокоро | Фуко Нода Рјута Кицунај     | Оригинално             | [ 68 ] |
| 2024   |       | Јуичиро Хајаши             | Ватару Кавагое              | Манга                  | [ 69 ] |
| 2025   |       | Ај Јошимура                | Ватару Кавагое              | Манга                  | [ 70 ] |
| 2025   |       | Шота Гошозоно              | Кеисуке Сешимо              | Манга                  | [ 71 ] |
| 2025   |       | Тацуја Јошихара            | Кеисуке Сешимо              | Манга                  | [ 72 ] |
| 2025   |       | Коносуке Уда               | Јурико Ваки                 | Оригинално             | [ 73 ] |